# 6 Dywizja Strzelców
6 Dywizja Strzelców – związek taktyczny piechoty Armii Czerwonej okresu wojny domowej w Rosji i wojny polsko-bolszewickiej.

## Formowanie i walki
Sformowana wiosną 1918 jako 3 Piotrogrodzka Dywizja Piechoty.
4 lipca 1920 otrzymała zadanie: sforsować Czernicę i nacierać pomiędzy jeziorami Mieżusioł – Miadzieł w ogólnym kierunku na Dokszyce – Parafjanowo.
22 lipca  miało miejsce jedno z uderzeń wojsk sowieckich. Decydujące natarcie przeprowadziła właśnie 6 Dywizja Strzelców na centrum I DL-B w Mostach. Podjęta w tym dniu próba sforsowania Niemna i zepchnięcia z pozycji grodzieńskiego pułku nie powiodła się. Także następnego dnia polski pułk skutecznie odpierał kolejne ataki 6 Dywizji Strzelców.
1 sierpnia 1920 dywizja liczyła w stanie bojowym 5245 żołnierzy z tego piechoty 3679. Na uzbrojeniu posiadała 119 ciężkich karabinów maszynowych i 30 dział. 
23 sierpnia po skutecznym ataku polskiego 59 pułku piechoty na Łomżę wielu żołnierzy 6 Dywizji Strzelców dostało się do polskiej niewoli.
15 października  dywizja została rozbita przez jazdę polską na północny wschód od Wilejki. W ręce Polaków dostały się 2 działa, 17 karabinów maszynowych, 13 kuchni polowych, tabory i kancelaria dywizyjna. Do polskiej niewoli trafiło również kilku bolszewickich dowódców pułkowych.